# Anopheles murphyi
Anopheles murphyi este o specie de țânțari din genul Anopheles, descrisă de Gillies și Meillon în anul 1968. Conform Catalogue of Life specia Anopheles murphyi nu are subspecii cunoscute.